# Пинчук, Сергей Михайлович
Сергей Михайлович Пинчук (род. 26 июля 1971, Севастополь, УССР, СССР) — российский военачальник. Командующий Черноморским флотом с 2 апреля 2024 года, адмирал (21.02.2025).

## Биография
Родился 26 июля 1971 года в Севастополе.
После окончания Ленинградского Нахимовского военно-морского училища в 1988 году поступил в Черноморское высшее военно-морское училище имени П. С. Нахимова в Севастополе.
В 1993 году начал офицерскую службу в должности командира зенитно-ракетной батареи БЧ-2 эскадренного миноносца «Настойчивый», на котором последовательно прошёл должности командира зенитно-ракетного дивизиона, ракетно-артиллерийской боевой части, старшего помощника и командира корабля (с 19 июля 2004 г.).
В 1999 году окончил Высшие специальные офицерские классы ВМФ.
После окончания Военно-морской академии имени Адмирала Флота Советского Союза Н. Г. Кузнецова в 2004 году, проходил службу на должностях командира эскадренного миноносца «Настойчивый», начальника штаба соединения надводных кораблей Балтийского флота, дислоцированного в г. Балтийске.
С 2007 года — командир 105-й бригады кораблей охраны водного района Балтийского флота и начальник Кронштадтского гарнизона.
С декабря 2010 года начальник штаба — первый заместитель командира Ленинградской военно-морской базы Балтийского флота.
Указом Президента Российской Федерации Дмитрия Медведева от 22 декабря 2011 года № 1676 назначен командиром Новороссийской военно-морской базы Черноморского флота.
Указом Президента Российской Федерации Владимира Путина от 22 февраля 2014 года № 101 присвоено воинское звание контр-адмирал.
С сентября 2014 по 2016 год — слушатель Военной академии Генерального штаба Вооружённых сил Российской Федерации.

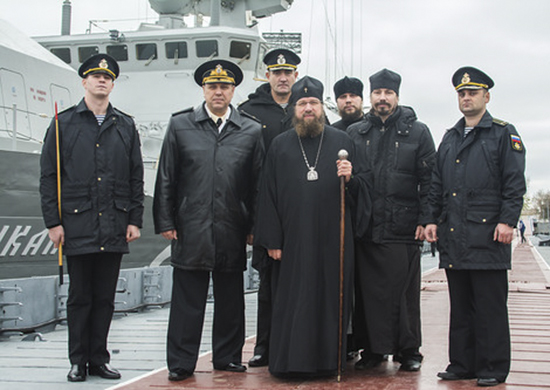
Контр-адмирал Сергей Пинчук (2-й слева) с главой Астраханской епархии Никоном. 2016 год

В конце июля 2016 года назначен врио командующего Каспийской флотилией.
С 20 сентября 2016 по май 2021 года командующий Каспийской флотилией.
18 февраля 2021 года присвоено воинское звание вице-адмирал.
4 мая 2021 года на совещании у врио главы Дагестана Сергея Меликова было объявлено об уходе Пинчука с должности командующего Каспийской флотилии. 9 мая 2021 года назначен на должность заместителя командующего Черноморским флотом.
5 октября 2021 года назначен начальником штаба — первым заместителем командующего Черноморским флотом.
28 февраля 2022 года Европейский союз ввёл персональные санкции против Пинчука, на фоне вторжения России на Украину.
15 февраля 2024 года назначен врио Командующего Черноморским флотом Российской Федерации, 2 апреля 2024 года — Командующим Черноморским флотом Российской Федерации.
Указом Президента Российской Федерации от 21 февраля 2025 года № 86 присвоено воинское звание адмирал.

## Награды
- Орден «За заслуги перед Отечеством» IV степени (с мечами)
- Орден Александра Невского
- Орден «За военные заслуги» (20.09.2009[14])
- Медаль Ушакова
- Юбилейная медаль «300 лет Российскому флоту» (1996)
- Медаль «За воинскую доблесть» 1 и 2 степеней
- Медаль «За укрепление боевого содружества»
- Медаль «За отличие в военной службе» 1, 2 и 3 степеней
- Медаль «300 лет Балтийскому флоту»
- Медаль «Адмирал флота Советского Союза Горшков»
- Медаль «Участнику военной операции в Сирии»
- Медаль «За участие в Главном военно-морском параде»
- Орден «За заслуги перед Республикой Дагестан»
- Медаль ордена «За заслуги перед Астраханской областью»[15]

## Семья
Отец — контр-адмирал Пинчук Михаил Фёдорович (в 1971 г. окончил Черноморское высшее военно-морское училище имени П. С. Нахимова), командир ракетного крейсера «Грозный» с 1984 г. по 1987 г., заместитель командующего Балтийским флотом по тылу. Женат, двое детей.

## Санкции
После начала вторжения России на Украину попал под международные санкции Евросоюза за участие в военных действиях против Украины, так как «несет ответственность за активную поддержку или осуществление действий или политики, которые подрывают или угрожают территориальной целостности, суверенитету и независимости Украины, а также стабильности и безопасности в Украине».
14 марта 2022 года Пинчук внесён в санкционный список Канады «близких соратников режима» за «содействие и поддержку выбора президента Путина вторгнуться в мирную и суверенную страну».
По аналогичным основаниям находится под санкциями Великобритании, Швейцарии, Австралии, Японии, Украины и Новой Зеландии.